# Caledonian Railway Bridge
Die Caledonian Railway Bridge, auch als Clyde Viaduct bezeichnet, ist eine Eisenbahnbrücke über den River Clyde in Glasgow in Schottland.
Sie führt die von Süden kommende, zwischen der Commerce Street und der Bridge Street/Eglinton Street auf einem Damm verlaufende mehrgleisige Strecke über die Uferstraße Clyde Place, den River Clyde und die Uferstraße Broomielaw auf dem Nordufer unmittelbar in den erhöht liegenden Bahnhof Glasgow Central. Die Brücke steht etwa 50 m flussabwärts der Glasgow Bridge; dazwischen sind noch die Pfeiler der alten Caledonian Railway Bridge zu sehen. Auf ihrer anderen Seite liegt unmittelbar neben ihr die George V Bridge.

## Erste Brücke (1878)

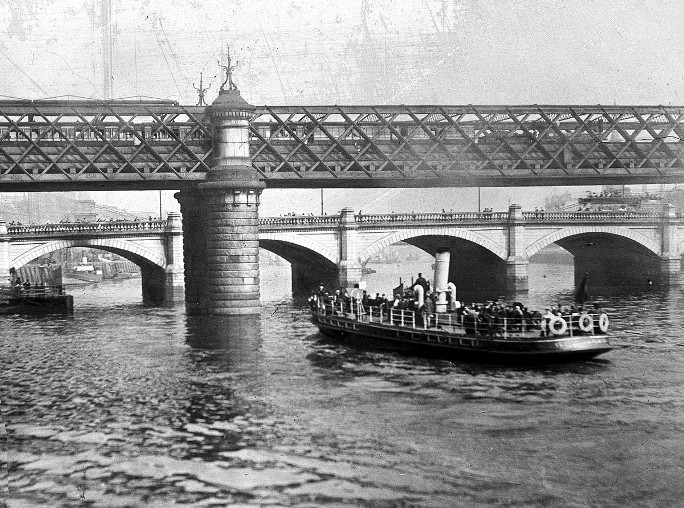
Die erste Caledonian Railway Bridge, dahinter die Glasgow Bridge

Die Caledonian Railway hatte seit der Übernahme der Glasgow, Paisley and Greenock Railway im Jahr 1847 den Bahnhof Bridge Street Station als südliche Endstation benutzt. Die Überquerung des River Clyde war ihr vom Rat der Stadt Glasgow und der Admiralität lange versagt worden. Erst 1875 erhielt sie die notwendige gesetzliche Genehmigung zum Bau einer Brücke und eines Bahnhofs in der Innenstadt.
Diese erste Brücke war eine von Benjamin Hall Blyth und H. Cunningham entworfene und zwischen 1876 und 1878 von Sir William Arrol & Co. für die Caledonian Railway gebaute, viergleisige schmiedeeiserne Gitterträgerbrücke. Die Gleise der rund 214 m langen und 16 m breiten Brücke lagen 11,5 m über dem Mittleren Springhochwasser; die Brücke hatte dabei eine Brückendurchfahrtshöhe von 9,75 m über MSpHW.
Sie hatte drei Öffnungen über dem Fluss und je eine über den Uferstraßen, die (von Süd nach Nord) 18,59 + 50,14 + 56,69 + 46,02 + 27,13 m (61 + 164,5 + 186 + 151 + 89 ft) weit waren. Die Gleisträger wurden von zwei in der Strömung hintereinander stehenden, knapp 4,5 m starken Pfeilerpaaren getragen, die mit gusseisernen Rohren auf tragfähigem Untergrund gegründet wurden. Die Pfeiler auf dem Ufer sind knapp 4,0 m stark. Die Rohre wurden mit Beton gefüllt und außen mit Granit, innen mit Sandsteinen aufgemauert. Oben waren die Pfeilerpaare im Fluss (und sind immer noch) mit einem gusseisernen Rundbogen miteinander verbunden.
Der Gleisträger bestand aus parallelgurtigen Gitterträgern, die über dem Fluss etwas über 6 m und über den Uferstraßen etwa 3 m hoch waren und eiserne Streben im Winkel von 45° hatten. Zwischen den beiden Trägern befand sich ein Rost aus dünneren Längs- und Querträgern, das durch diagonale Verbände versteift wurde und mit Buckelplatten abgedeckt war. Auf den Trägern diente ein Windverband nicht nur zu ihrer Versteifung, sondern auch als Träger von Rauchblechen, mit denen Funkenflug auf die Schiffe verhindert werden sollte.

## Zweite Brücke (1905)
Die gegenwärtige zweite Brücke wurde in den Jahren 1899 bis 1905 nach einem Entwurf von D. A. Matheson, dem Chefingenieur der Caledonian Railway, wieder von Sir William Arrol & Co. gebaut. Der zugenommene Verkehr hatte eine Erweiterung des Bahnhofs und eine auf bis zu zehn Gleise angewachsene größere Brücke erfordert. Bei ihrer Eröffnung galt sie als die breiteste Eisenbahnbrücke der Welt.
Die stählerne Fachwerkbrücke ist in der Mitte 34,75 m (114 ft) breit und fächert sich auf 62,48 m (205 ft) an ihrem nördlichen und rund 36 m (118 ft) an ihrem südlichen Ende auf. In der Mitte trägt sie seit den Umbauten der 1960er Jahre sieben Gleise, die sich auf der Nordseite im Bahnhofskopf von Glasgow Central auf elf Gleise erweitern, auf dem südlichen Brückenkopf verzweigen sich die Gleise ebenfalls schon auf der Brücke. Ihre Längenmaße sind die gleichen wie die der alten Brücke. Sie hat jeweils fünf Pfeiler hintereinander, die durch gemauerte Rundbögen miteinander verbunden sind und mit Caissons gegründet wurden. Der Gleisträger besteht aus einer Reihe von parallelgurtigen Fachwerkträgern mit Pfosten, sich in der Mitte kreuzenden Streben und oben liegenden Gleisen. Die Geländer wurden aus architektonischen Gründen als Gitterträger ausgeführt, die auf auskragenden Konsolen angebracht sind.
Die Höhenlage der alten Brücke musste an die neue Gleislage angepasst werden. Dazu wurden ihre Gleisträger durch hydraulische Pressen um bis zu einem Meter angehoben. Über dem Zwischenraum zwischen der alten und der neuen Brücke wurde ein Stellwerk in einer stählernen Kabine angebracht, das über einen alle Gleise überbrückenden Vierendeelträger erreichbar war.
Die Entwicklung der Signaltechnik führte in den 1960er Jahren dazu, dass man auf die Gleise der alten Brücke verzichten konnte. 1966 bis 1967 wurden die alte Brücke und die Stellwerkskabine deshalb abgebaut, nur ihre Pfeiler ließ man stehen. Der Vierendeelträger dient weiterhin als Signalträger.